# Cantone di Tournon-d'Agenais
Il Cantone di Tournon-d'Agenais era una divisione amministrativa dell'arrondissement di Villeneuve-sur-Lot.
È stato soppresso a seguito della riforma complessiva dei cantoni del 2014, che è entrata in vigore con le elezioni dipartimentali del 2015.
Comprendeva i comuni di:
- Anthé
- Bourlens
- Cazideroque
- Courbiac
- Masquières
- Montayral
- Saint-Georges
- Saint-Vite
- Thézac
- Tournon-d'Agenais